# Rhopalum zelandum
Rhopalum zelandum är en biart som beskrevs av Leclerq 1955. Rhopalum zelandum ingår i släktet Rhopalum och familjen grävsteklar. Inga underarter finns listade i Catalogue of Life.